# 자이언트 크로
《자이언트 크로》(The Giant Claw)는 미국에서 제작된 프레드 F. 시어스 감독의 1957년 판타지, 공포, SF 영화이다. 제프 모로우 등이 주연으로 출연하였고 샘 카츠먼 등이 제작에 참여하였다.

## 출연

### 주연
- 제프 모로우
- 마라 코데이

### 조연
- 모리스 안크럼
- 루이스 메릴
- 에드가 베리어
- 로버트 쉐인
- 프랭크 그리핀
- 클락 호왓
- 모건 존스
- 조지 시저
- 데브 그리어
- 프레드 F. 시어스
- 로버트 윌리엄스

## 기타
- 세트: 시드니 클리포드